# San Francisco Lempa
San Francisco Lempa è un comune del dipartimento di Chalatenango, in El Salvador.